# Copa Perú 1985
La Copa Perú 1985 fue la edición número 18 en la historia de la competición. El torneo otorgó un cupo al torneo de Primera División. Finalizó el 18 de diciembre tras terminar el hexagonal final que tuvo como campeón a Hungaritos Agustinos. Con el título obtenido este club lograría el ascenso al Campeonato Descentralizado 1986.

## Etapa Regional
Esta etapa se jugó luego de la finalización de la "Etapa Departamental" que clasificó al equipo campeón en el año anterior de cada Departamento del Perú y de la Provincia Constitucional del Callao, además de los equipos clasificados de la Liga Mayor de Lima Metropolitana que conformaron la Región IX. A estos equipos se sumaron los equipos descendidos de la Intermedia 1984.
En este torneo los campeones regionales podían decidir si participaban en Intermedia contra equipos del Campeonato Descentralizado 1985 o de la Etapa Nacional de la Copa Perú. De elegir la Intermedia el subcampeón regional ocupaba su lugar en la Etapa Nacional.

### Región I
- Clasificado a Intermedia: Atlético Grau de Piura
- Clasificado a Etapa Nacional: Juan Aurich de Chiclayo

### Región II
| Departamento | Club                              | Ciudad   |
| ------------ | --------------------------------- | -------- |
| Áncash       | Cultural Casma                    | Casma    |
| Áncash       | Deportivo Sider Perú              | Chimbote |
| Cajamarca    | Asociación Deportiva Agropecuaria | Jaén     |
| La Libertad  | Libertad                          | Trujillo |

- Clasificado a Intermedia: Cultural Casma
- Clasificado a Etapa Nacional: Deportivo Sider Perú

### Región III
- Clasificado a Etapa Nacional: Hungaritos Agustinos de Iquitos

### Región IV
| Departamento | Club            | Ciudad   |
| ------------ | --------------- | -------- |
| Callao       | Deportivo Enapu | Callao   |
| Ica          | Sport Bolívar   | Santiago |
| Lima         | Telefunken 20   | Huaral   |
| Lima         | Miraflores FC   | Lima     |

- Clasificado a Intermedia: Deportivo Enapu
- Clasificado a Etapa Nacional: Sport Bolívar

### Región V
- Clasificado a Intermedia: Unión Minas de Cerro de Pasco
- Clasificado a Etapa Nacional: Juan Bielovucic de Huánuco

### Región VI
- Clasificado a Etapa Nacional: Ateneo de Huanta

### Región VII
- Clasificado a Intermedia: Bancos Unidos de Juliaca
- Clasificado a Etapa Nacional: Deportivo Maldonado de Puerto Maldonado

### Región VIII
- Clasificado a Intermedia: Mariscal Nieto de Ilo
- Clasificado a Etapa Nacional: Deportivo Camaná de Camaná

### Región IX
| Provincia | Club                | Distrito               |
| --------- | ------------------- | ---------------------- |
| Lima      | América Cochahuayco | San Luis               |
| Lima      | Aurora Miraflores   | Miraflores             |
| Lima      | Confecciones Ídolo  | San Juan de Lurigancho |
| Lima      | Cosmos 2000         | La Victoria            |
| Lima      | Defensor El Carmen  | Comas                  |
| Lima      | Defensor Kiwi       | Chorrillos             |
| Lima      | Guardia Republicana | La Molina              |
| Lima      | Tejidos La Unión    | Jesús María            |

- Clasificado a Intermedia B: Guardia Republicana
- Clasificado a Etapa Nacional: Tejidos La Unión

## Etapa Nacional

### Grupo I
- Deportivo Sider Perú (a hexagonal final)
- Hungaritos Agustinos (a hexagonal final)
- Juan Aurich

### Grupo II
- Tejidos La Unión (a hexagonal final)
- Sport Bolívar (a hexagonal final)
- Juan Bielovucic

### Grupo III
- Ateneo (a hexagonal final)
- Deportivo Maldonado (a hexagonal final)
- Deportivo Camaná

## Hexagonal Final
| Equipo               | PJ | PG | PE | PP | GF | GC | DG | Pts |
| -------------------- | -- | -- | -- | -- | -- | -- | -- | --- |
| Hungaritos Agustinos | 5  | 3  | 2  | 0  | 13 | 7  | +6 | 8   |
| Tejidos La Unión     | 5  | 3  | 2  | 0  | 7  | 2  | +5 | 8   |
| Sport Bolívar        | 5  | 1  | 3  | 1  | 4  | 3  | +1 | 5   |
| Deportivo Sider Perú | 5  | 1  | 2  | 2  | 4  | 7  | -3 | 4   |
| Ateneo               | 5  | 2  | 0  | 3  | 3  | 6  | -3 | 4   |
| Deportivo Maldonado  | 5  | 0  | 1  | 4  | 4  | 10 | -6 | 1   |

|  | Campeón y ascenso a Primera |
| \| Jor. \| Fecha \| Estadio \| Ciudad \| Local \| Score \| Visitante \| \| ---- \| ---------- \| -------- \| ------ \| -------------------- \| ----- \| ------------------- \| \| 1 \| 01-12-1985 \| Nacional \| Lima \| Tejidos La Unión \| 2-0 \| Deportivo Maldonado \| \| 1 \| 01-12-1985 \| Nacional \| Lima \| Ateneo \| 1-0 \| Sport Bolívar \| \| 1 \| 01-12-1985 \| Nacional \| Lima \| Hungaritos Agustinos \| 5-1 \| Sider Perú \| \| 2 \| 04-12-1985 \| Nacional \| Lima \| Hungaritos Agustinos \| 2-1 \| Ateneo \| \| 2 \| 04-12-1985 \| Nacional \| Lima \| Sider Perú \| 1-1 \| Deportivo Maldonado \| \| 2 \| 04-12-1985 \| Nacional \| Lima \| Tejidos La Unión \| 0-0 \| Sport Bolívar \| \| 3 \| 08-12-1985 \| Nacional \| Lima \| Ateneo \| 1-0 \| Deportivo Maldonado \| \| 3 \| 08-12-1985 \| Nacional \| Lima \| Tejidos La Unión \| 1-0 \| Sider Perú \| \| 3 \| 08-12-1985 \| Nacional \| Lima \| Hungaritos Agustinos \| 1-1 \| Sport Bolívar \| \| 4 \| 11-12-1985 \| Nacional \| Lima \| Sport Bolívar \| 0-0 \| Sider Perú \| \| 4 \| 11-12-1985 \| Nacional \| Lima \| Tejidos La Unión \| 2-0* \| Ateneo \| \| 4 \| 11-12-1985 \| Nacional \| Lima \| Hungaritos Agustinos \| 3-2 \| Deportivo Maldonado \| \| 5 \| 15-12-1985 \| Nacional \| Lima \| Sider Perú \| 2-0 \| Ateneo \| \| 5 \| 15-12-1985 \| Nacional \| Lima \| Sport Bolívar \| 3-1 \| Deportivo Maldonado \| \| 5 \| 15-12-1985 \| Nacional \| Lima \| Hungaritos Agustinos \| 2-2 \| Tejidos La Unión \| |            |          |        |                      |       |                     |
| Jor. | Fecha      | Estadio  | Ciudad | Local                | Score | Visitante           |
| 1 | 01-12-1985 | Nacional | Lima   | Tejidos La Unión     | 2-0   | Deportivo Maldonado |
| 1 | 01-12-1985 | Nacional | Lima   | Ateneo               | 1-0   | Sport Bolívar       |
| 1 | 01-12-1985 | Nacional | Lima   | Hungaritos Agustinos | 5-1   | Sider Perú          |
| 2 | 04-12-1985 | Nacional | Lima   | Hungaritos Agustinos | 2-1   | Ateneo              |
| 2 | 04-12-1985 | Nacional | Lima   | Sider Perú           | 1-1   | Deportivo Maldonado |
| 2 | 04-12-1985 | Nacional | Lima   | Tejidos La Unión     | 0-0   | Sport Bolívar       |
| 3 | 08-12-1985 | Nacional | Lima   | Ateneo               | 1-0   | Deportivo Maldonado |
| 3 | 08-12-1985 | Nacional | Lima   | Tejidos La Unión     | 1-0   | Sider Perú          |
| 3 | 08-12-1985 | Nacional | Lima   | Hungaritos Agustinos | 1-1   | Sport Bolívar       |
| 4 | 11-12-1985 | Nacional | Lima   | Sport Bolívar        | 0-0   | Sider Perú          |
| 4 | 11-12-1985 | Nacional | Lima   | Tejidos La Unión     | 2-0*  | Ateneo              |
| 4 | 11-12-1985 | Nacional | Lima   | Hungaritos Agustinos | 3-2   | Deportivo Maldonado |
| 5 | 15-12-1985 | Nacional | Lima   | Sider Perú           | 2-0   | Ateneo              |
| 5 | 15-12-1985 | Nacional | Lima   | Sport Bolívar        | 3-1   | Deportivo Maldonado |
| 5 | 15-12-1985 | Nacional | Lima   | Hungaritos Agustinos | 2-2   | Tejidos La Unión    |

* Nota: El Partido Tejidos La Unión 2-0 Ateneo, originalmente terminó 0 a 0, pero Ateneo usó 3 Jugadores incorrectamente, dándole la Victoria a Tejidos La Unión.
Partido extra
|                      | Resultado |                  |
| -------------------- | --------- | ---------------- |
| Hungaritos Agustinos | 4 - 0     | Tejidos La Unión |

|                                |
| Hungaritos Agustinos 1º título |